# 福尔尼-阿沃尔特里
福尔尼-阿沃尔特里（義大利語：Forni Avoltri），是意大利弗留利-威尼斯朱利亚大区乌迪内省的一个市镇。总面积80.71平方公里，人口659人，人口密度8.2人/平方公里（2009年）。ISTAT代码为030040。